# Pays d’Aix UC
Pays d’Aix Université Club Handball (kurz: PAUC Handball) ist ein französischer Handballverein aus der Stadt Aix-en-Provence. Der Verein hieß von seiner Gründung 1955 bis 2004 Aix Université Club. In der Saison 2012/13 spielte er erstmals in der höchsten nationalen Spielklasse, der heutigen Starligue (LNH). In der Saison 2018/19 nahm PAUC erstmals an einem internationalen Wettbewerb teil. Im EHF-Pokal 2018/19 schied man in der dritten Qualifikationsrunde aus, im EHF-Pokal 2019/20 erreichte man die Gruppenphase. In der EHF European League 2020/21 schied man in der ersten Qualifikationsrunde aus, in der EHF European League 2021/22 in der Gruppenphase.

## Kader 2025/26
| Nr. | Land       | Name                   | Position | Geburtstag |
| --- | ---------- | ---------------------- | -------- | ---------- |
| 01  | Slowenien  | Jože Baznik            | TH       | 24.05.1993 |
| 12  | Schweden   | Gustaf Banke           | TH       | 07.01.1999 |
| 03  | Spanien    | Adrián Casqueiro López | LA       | 18.05.2000 |
| 04  | Frankreich | Matthieu Ong           | LA       | 12.07.1992 |
| 08  | Frankreich | Gabriel Loesch         | RA       | 12.07.1995 |
| 10  | Frankreich | Eliott Desblancs       | RM       | 18.08.2004 |
| 14  | Frankreich | Lucas De la Bretèche   | RM       | 19.11.2001 |
| 15  | Frankreich | Hugo Brouzet           | KM       | 22.04.1999 |
| 17  | Frankreich | Antoine Tissot         | RA       | 30.07.2001 |
| 22  | Frankreich | Louis Despréaux        | RR       | 22.02.1999 |
| 25  | Danemark   | Sasser Sonn            | KM       | 20.01.2001 |
| 27  | Georgien   | Nikoloz Kalandadze     | RL       | 27.07.2002 |
| 30  | Frankreich | Aymeric Zaepfel        | RL       | 03.10.2001 |
| 33  | Frankreich | Alexandre Tritta       | RR       | 09.12.1994 |
| 34  | Frankreich | Paul Louis Guiraudou   | KM       | 13.05.2000 |
| 99  | Frankreich | Mouhamadou Sidibé      | KM       | 09.10.2004 |
|     | Frankreich | Robin Molinié          | RM       | 15.09.1990 |

## Bekannte ehemalige Akteure
- Thierry Anti (Trainer 2020–2023)
- Darko Cingesar
- Théo Derot
- Jérôme Fernandez
- Noah Gaudin
- Iosu Goñi
- Samuel Honrubia
- Philippe Julia
- Luka Karabatić
- Nikola Karabatić
- Karl Konan
- Robert Markotić
- Aymeric Minne
- Bhakti Ong
- Iñaki Peciña
- Yohann Ploquin
- Éric Quintin
- Mirza Šarić (später Co-Trainer)
- Zvonimir Serdarušić (Berater und Trainer)
- Philip Stenmalm
- Ali Zein